# Костанай
Костана́й (каз. Қостанай, Qostanaı) — місто у Казахстані, на річці Тобил, обласний центр Костанайської області. До 1997 року мав назву Кустанай.

## Історія
Місто Костанай утворене в 1879 році. На початку XX століття місто було великим торговельним центром і було однією з важливих ланок шляху, що зв'язує Азію з Росією. Один з англійських мандрівників, побуваших тут на початку 20 століття, назвав його в своєму щоденнику «другим Чикаго». У той час Костанай був великим ярмарком, двоповерхові дерев'яні будинки, в повітрі стояв пил, і вулиці були покриті піском. Не зважаючи на це, швейцарський громадянин Лорец (Lorez) побудував найбільший в регіоні Південного Уралу і на території сьогоденного Казахстану завод по виробництву пива, яке розливалося в спеціально вироблювані фірмові пляшки, що на ті часи було рідкістю. У 1950-ті роки населення міста і області помітно зросло у зв'язку з освоєнням ціліни. З післявоєнного часу дотепер на території Костанайської області продовжують збиратися великі урожаї зернових культур. На східному в'їзді до міста, з боку річки Тобол було встановлено напис з п'ятиметровими цифрами: «385 тис. тонн зерна», де число тонн оновлювалося щотижня.

## Населення
Населення — 258990 осіб (2021; 212617 у 2010, 214961 у 2009, 211172 в 2008, 222816 у 1999, 224598 у 1989).
За переписом 1897 року у містечку проживало 14 275 осіб. Розподіл населення за мовою згідно з переписом 1897 року:
| Мова                           | Осіб   | Відсоток |
| ------------------------------ | ------ | -------- |
| російська                      | 10 444 | 73,16 %  |
| татарська                      | 1 411  | 9,88 %   |
| українська                     | 1 159  | 8,12 %   |
| мордовська                     | 575    | 4,03 %   |
| казахська («киргиз-кайсацька») | 463    | 3,24 %   |
| башкирська                     | 124    | 0,87 %   |
| «сартська»                     | 5      | 0,04 %   |
| інші                           | 94     | 0,66 %   |
| Разом                          | 14 275 | 100 %    |

## Економіка
В місті діє Кустанайазбест — один з найбільших світових виробників хризотил-азбесту у світі.

## Транспорт
Міжнародний аеропорт, з якого здійснюються авіарейси по Казахстану, до Росії, Білорусі, Німеччини і інших країн.
Залізничний вокзал. За 120 км від міста розташований великий залізничний вузол — станція Тобол.

## ЗВО міста
- Костанайський державний університет ім. А. Байтурсинова[6]
- Костанайський державний педагогічний університет
- Костанайський соціально-технічний університет[7]
- Костанайський інженерно-економічний університет ім. М. Дулатова[8]
- Костанайський медичний коледж
- Костанайський коледж автомобільного транспорту[9]
- Костанайський педагогічний коледж